# Comté de Jackson (Caroline du Nord)
Pour les articles homonymes, voir Jackson et Comté de Jackson.
Le comté de Jackson est un comté situé dans l'État de Caroline du Nord aux États-Unis. Son siège est la ville de Sylva.

## Démographie
| 1860  | 1870  | 1880  | 1890  | 1900   | 1910   |
| ----- | ----- | ----- | ----- | ------ | ------ |
| 5 515 | 6 683 | 7 343 | 9 512 | 11 853 | 12 998 |

| 1920   | 1930   | 1940   | 1950   | 1960   | 1970   |
| ------ | ------ | ------ | ------ | ------ | ------ |
| 13 396 | 17 519 | 19 366 | 19 261 | 17 780 | 21 593 |

| 1980   | 1990   | 2000   | 2010   | - | - |
| ------ | ------ | ------ | ------ | - | - |
| 25 811 | 26 846 | 33 121 | 40 271 | - | - |

## Communautés

### Towns
- Dillsboro
- Highlands
- Sylva
- Webster

### Village
- Forest Hills

### Census-designated places
- Cashiers
- Cherokee
- Cullowhee

### Zones non incorporées
- Addie
- Balsam
- Beta
- Gay
- Glenville
- Savannah
- Tuckasegee
- Whittier
- Willets
- Wilmot